# Lijst van voetbalinterlands Letland - Moldavië
Deze lijst van voetbalinterlands is een overzicht van alle officiële voetbalwedstrijden tussen de nationale teams van Letland en Moldavië. De voormalige Sovjet-republieken speelden tot op heden vijf keer tegen elkaar. De eerste ontmoeting, een vriendschappelijke wedstrijd, werd gespeeld in Riga op 22 augustus 2007. Het laatste duel, een groepswedstrijd tijdens de UEFA Nations League 2022/23, vond plaats op 22 september 2022 in de Letse hoofdstad.

## Wedstrijden
| № | Plaats   | Datum             | Competitie                  | Wedstrijd          | Uitslag |
| - | -------- | ----------------- | --------------------------- | ------------------ | ------- |
| 1 | Riga     | 22 augustus 2007  | Vriendschappelijk           | Letland – Moldavië | 1 – 2   |
| 2 | Tiraspol | 6 september 2008  | WK 2010 kwalificatie        | Moldavië – Letland | 1 – 2   |
| 3 | Riga     | 14 oktober 2009   | WK 2010 kwalificatie        | Letland – Moldavië | 3 – 2   |
| 4 | Chisinau | 10 juni 2022      | UEFA Nations League 2022/23 | Moldavië – Letland | 2 – 4   |
| 5 | Riga     | 22 september 2022 | UEFA Nations League 2022/23 | Letland − Moldavië | 1 − 2   |

## Samenvatting
| Competitie          | Totaal gespeeld | Winst Letland | Gelijk | Winst Moldavië | Doelsaldo Letland – Moldavië |
| ------------------- | --------------- | ------------- | ------ | -------------- | ---------------------------- |
| WK-kwalificatie     | 2               | 2             | 0      | 0              | 5 − 3                        |
| UEFA Nations League | 2               | 1             | 0      | 1              | 5 − 4                        |
| Vriendschappelijk   | 1               | 0             | 0      | 1              | 1 − 2                        |
| Totaal              | 5               | 3             | 0      | 2              | 11 − 9                       |

## Details

### Eerste ontmoeting
| Letland                | 1 – 2 | Moldavië                              |
| Vitalijs Astafjevs 31' | goals | 23' Viorel Frunză 53' Vitalie Bordian |

### Tweede ontmoeting
| Moldavië             | 1 – 2 | Letland                                  |
| Serghei Alexseev 76' | goals | 8' Ģirts Karlsons 22' Vitālijs Astafjevs |

### Derde ontmoeting
| Letland                                                   | 3 – 2 | Moldavië                                       |
| Andrejs Rubins 32' Andrejs Rubins 44' Kristaps Grebis 76' | goals | 25' Gheorghe Ovseannicov 90' Veaceslav Sofroni |

LFF · A-internationals · Bondscoaches · Statistieken · Lets vrouwenelftal · Olympisch elftal · Letland U21 · Letland U20 · Letland U19 · Letland U18 · Letland U17 · Letland U16
1922 – 1929 ·
1930 – 1940 ·
1950 – 1989 · 
1990 – 1999 ·
2000 – 2009 ·
2010 – 2019 ·
2020 – 2029
EK 1996 · 
EK 2000 · 
EK 2004 · 
EK 2008 · 
EK 2012
WK 1994 · 
WK 1998 · 
WK 2002 · 
WK 2006 · 
WK 2010 · 
WK 2014
OS 1924
1922 · 
1923 · 
1924 · 
1925 · 
1926 · 
1927 · 
1928 · 
1929 · 
1930 · 
1931 · 
1932 · 
1933 · 
1934 · 
1935 · 
1936 · 
1937 · 
1938 · 
1939 · 
1940 · 
1941 · 
1942 · 
1943 · 1944 · 
1945 · 
1946 · 
1947 · 
1948 · 
1949 · 
1950 – 1990 · 
1991 · 
1992 · 
1993 · 
1994 · 
1995 · 
1996 · 
1997 · 
1998 · 
1999 · 
2000 · 
2001 · 
2002 · 
2003 · 
2004 · 
2005 · 
2006 · 
2007 · 
2008 · 
2009 · 
2010 · 
2011 · 
2012 · 
2013 · 
2014 · 
2015 · 
2016 · 
2017 ·
2018 ·
2019 ·
2020 ·
2021 ·
2022
Albanië ·
Andorra ·
Angola ·
Armenië ·
Azerbeidzjan ·
Bahrein ·
België ·
Bolivia ·
Bosnië en Herzegovina ·
Brazilië ·
Bulgarije ·
China ·
Cyprus ·
Denemarken ·
Duitsland ·
Estland ·
Faeröer · 
Finland ·
Frankrijk ·
Georgië ·
Ghana ·
Gibraltar ·
Griekenland ·
Honduras ·
Hongarije ·
Ierland ·
IJsland ·
Israël ·
Japan ·
Kazachstan ·
Koeweit ·
Kosovo ·
Kroatië ·
Liechtenstein ·
Litouwen ·
Luxemburg ·
Malta ·
Moldavië ·
Montenegro ·
Nederland ·
Noord-Ierland ·
Noord-Korea ·
Noord-Macedonië ·
Noorwegen ·
Oekraïne ·
Oezbekistan · 
Oman ·
Oostenrijk ·
Polen ·
Portugal ·
Qatar ·
Roemenië · 
Rusland ·
San Marino ·
Saoedi-Arabië ·
Schotland ·
Slovenië ·
Slowakije ·
Spanje ·
Thailand ·
Tsjechië ·
Tunesië ·
Turkije ·
Verenigde Staten ·
Wales ·
Wit-Rusland ·
Zuid-Korea ·
Zweden ·
Zwitserland
FMF · A-internationals · Bondscoaches · Moldavisch vrouwenelftal · Moldavië U21 · Moldavië U20 · Moldavië U19 · Moldavië U18 · Moldavië U17 · Moldavië U16
1990 – 1999 ·
2000 – 2009 ·
2010 – 2019 ·
2020 − 2029
1991 · 1992 · 1993 · 1994 · 1995 · 1996 · 1997 · 1998 · 1999 · 2000 · 2001 · 2002 · 2003 · 2004 · 2005 · 2006 · 2007 · 2008 · 2009 · 2010 · 2011 · 2012 · 2013 · 2014 · 2015 · 2016 · 2017 · 2018 · 2019 · 2020 · 2021 · 2022 · 2023 · 2024
Albanië ·
Andorra ·
Armenië ·
Azerbeidzjan ·
Bosnië en Herzegovina ·
Bulgarije ·
Canada ·
Cyprus ·
Denemarken · 
Duitsland ·
El Salvador · 
Engeland ·
Estland ·
Faeröer ·
Finland ·
Frankrijk ·
Georgië ·
Gibraltar ·
Griekenland ·
Hongarije ·
Ierland ·
IJsland ·
Indonesië ·
Israël ·
Italië ·
Ivoorkust ·
Jordanië ·
Kaaimaneilanden ·
Kameroen ·
Kazachstan ·
Kirgizië ·
Kosovo ·
Kroatië ·
Letland ·
Liechtenstein ·
Litouwen ·
Luxemburg ·
Malta ·
Montenegro ·
Nederland ·
Noord-Ierland ·
Noord-Macedonië ·
Noorwegen ·
Oeganda ·
Oekraïne ·
Oostenrijk ·
Polen ·
Portugal ·
Qatar ·
Roemenië ·
Rusland ·
San Marino ·
Saoedi-Arabië ·
Schotland ·
Servië ·
Slovenië ·
Slowakije ·
Tsjechië ·
Turkije ·
Venezuela ·
Verenigde Arabische Emiraten ·
Verenigde Staten ·
Wales ·
Wit-Rusland ·
Zuid-Korea ·
Zweden ·
Zwitserland